# Antoniew (Kutno)
Antoniew – część Kutna na południowym krańcu miasta, przy granicy ze wsią Nowa Wieś. Rozpościera się w rejonie ulic Słonecznej, Nowowiejskiej, Krętej i Objazdowej.

## Historia
Dawniej samodzielna miejscowość (kolonia). Od 1867 w gminie Kutno. W okresie międzywojennym należał do powiatu kutnowskiego w woj. warszawskim. 20 października 1933 utworzono gromadę Antoniew w granicach gminy Kutno, składającą się z kolonii Antoniew cz. I, kolonii Antoniew, cz. II oraz folwarku Wiktoryn.  1 kwietnia 1939 wraz z całym powiatem kutnowskim przeniesiony do woj. łódzkiego. Podczas II wojny światowej włączony do III Rzeszy.
Po wojnie  Antoniew powrócił do powiatu kutnowskiego w województwie łódzkim, gdzie stanowił jedną z 22 gromad gminy Kutno. W związku z reorganizacją administracji wiejskiej jesienią 1954, Antoniew wszedł w skład nowej gromady Nowa Wieś, a po jej zniesieniu 31 grudnia 1961 – do gromady Kutno, którą równocześnie przemianowano na Kutno-Zachód. W 1971 roku liczył 557 mieszkańców.
Od 1 stycznia 1973 w gminie Kutno jako część sołectwa Łąkoszyn. W latach 1975–1976 miejscowość należała administracyjnie do województwa płockiego.
2 lipca 1976 Antoniew włączono do Kutna.